# گونن (گرگر)
گونن (به ترکی استانبولی: Gönen) (به کردی: Gonan) یک منطقهٔ مسکونی کردنشین در ترکیه است که در گرگر، آدیامان واقع شده‌است.